# Ancylorhynchus cingulatus
Ancylorhynchus cingulatus là một loài ruồi trong họ Asilidae. Ancylorhynchus cingulatus được Rondani miêu tả năm 1846. Loài này phân bố ở vùng Cổ Bắc giới.